# Il ragazzo rapito (film)
Il ragazzo rapito (Kidnapped) è un film del 1960 diretto da Robert Stevenson, distribuito dalla Walt Disney Pictures Home Entertainment. Il film riprende la storia del famoso romanzo di Robert Louis Stevenson Il ragazzo rapito.

## Trama
La vicenda si svolge nel XVIII secolo in Scozia, ed il protagonista è David Balfour di Shaws, un ragazzo rimasto prima senza la madre ed in seguito senza il padre.
Aveva solo sedici anni quando quest'ultimo venne a mancare, per una brutta malattia al cuore.
Era un giovanotto robusto e di grossa taglia; proprio un bel ragazzone, molto educato anche se un tantino aggressivo in certe situazioni.
Altro personaggio principale è l'invincibile spadaccino che disertò dall'esercito di Sant'Agnese, Alan Breck: un uomo di bassa statura, magro, dal viso scheletrico e caratterizzato da una impressionante agilità nel maneggiare la spada.
Era stato allievo del proprio padre, il più bravo spadaccino degli Higlanders, e cioè del mondo.
Era sempre molto elegante, vestito con pellicciotti saldati da bottoni d'argento.
Vari sono i personaggi che aiutano i due amici nella loro interminabile "odissea": il sig. Campbell, la persona che si occupava di David e, che al momento dell'addio, gli aveva dato: alcune ghinee, una ricetta per un antidolorifico efficacissimo, e la lettera che dichiarava la discendenza familiare del ragazzo.
In un secondo luogo, vi è lo zio Ebenezer, l'antagonista, un uomo vecchio, brutto, rachitico ed anche scorbutico.
Ed è proprio lui che vende il nipote David, come schiavo.
Il sig. Rankeillon è il complice dello zio, che attira David con un tranello, sul Brigantino.
Poi c'è Ramsome, un ragazzone che viene ucciso da Riach, il sottufficiale della nave.
Ed infine la ragazza cameriera, che aiuta i due amici ad attraversare un fiume, per arrivare nel territorio natale di David.
Questo romanzo narra le avventure di David e, in seguito anche di Alan, per tornare in patria e
prendersi l'eredità che gli spettava di diritto.